# Diasoma
Diasoma, nadrazred mekušaca kojemu pripadaju koponošci ili skafopode i školjkaši (bivalvia), kao i izumrli razred Rostroconchia iz paleozoika koji je na zemlji živio od ranog kambrija do kasnog perma.